# 左能典代
左能 典代（さの ふみよ、1944年9月20日 - ）は、日本の作家で、岩茶房（がんちゃぼう）主催者。日本ナイルエチオピア学会会員、日本文芸家協会会員。

## 略歴
静岡県函南町生まれ。本姓は佐野。1967年、立教大学文学部英文科卒。
新潮社に勤務し、「週刊新潮」の記者となる。退社してニューヨーク大学でアメリカ文学を学ぶ。世界各地を取材し、1979年東欧に関する著書を上梓、1983年小説「ハイデラパシャの魔法」で第15回新潮新人賞を受賞。仲間と作った出版企画・制作会社「グループ・マッス」で放送局や新聞社関係の出版物も手がける。
1990年代からは中国茶の研究家となり、日中文化交流サロン岩茶房主催。2002年、日本文化振興会社会文化功労賞。

## 著書
- 『プラハの憂鬱 素顔の東ヨーロッパ』講談社現代新書 1979年
- 『ハイデラパシャの魔法』新潮社 1984年
- 『シルクロードの裏舞台』講談社 1985年
- 『彼女たちのオフィスで』新潮社 1988年
- 『茶と語る』NTT出版 1991年
- 『私の男の捨て方』講談社 1994年
- 『岩茶 究極のウーロン茶「大紅袍」の世界』文藝春秋 1996年 「岩茶のちから」文春文庫plus 2006年
- 『中国名茶館』高橋書店 2000年
- 『炎魔』平凡社、2016年